# Ronald Hirlé

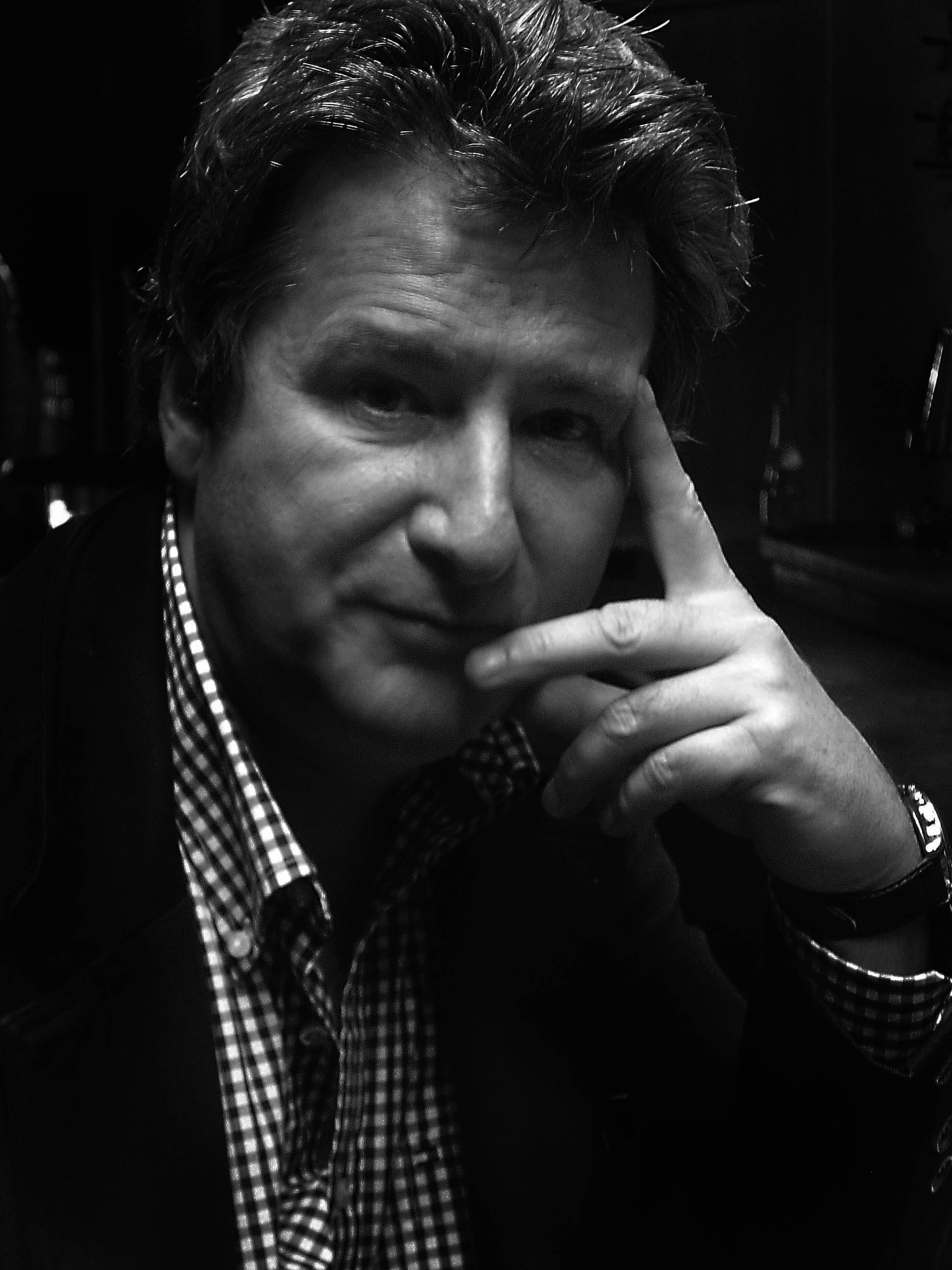
Ronald Hirlé

Ronald Hirlé (* 12. Februar 1950 in Straßburg; † 3. Dezember 2019 ebenda)   ist ein französischer Verleger, Autor, Fotograf und der Gründer des Verlags HIRLE. Als Angehöriger der jungen Generation nach dem Zweiten Weltkrieg engagiert er sich in seiner Verlagsarbeit für den deutsch-französischen Dialog, die sachliche (objektive) Darstellung geschichtlicher Ereignisse und die Bewahrung der abendländischen Kultur.

## Leben und Werk
Ronald Hirlé wurde am 12. Februar 1950 als Sohn des Komponisten Mario Hirlé (Gründer vom Cabaret Barabli mit Germain Muller) geboren. Die schulische Ausbildung absolvierte er im Lycée Fustel de Coulanges  (in Straßburg). Sein Vorbild im Studenten-Alter war Charles de Gaulle, den Hirlé wegen Willensstärke und seiner Leistungen für Frankreich bewunderte.
Von klein auf interessierten Hirlé Bücher, technischer Fortschritt und die Photographie. Diese Neigungen führten letztlich zur Gründung des eigenen Verlages im Jahr 1991, die Hirlé Editions in Straßburg.
Vorausgegangen war eine erfolgreiche Karriere als Werbeleiter. In dieser Branche war er unter anderem Verantwortlich für die Kommunikation deutscher Firmen in Frankreich. Dazu gehörten zum Beispiel die Siemens AG, Schwan Stabilo, Triumph International und andere.
Der Kunsthistoriker Dominique Egret (Paris) und Literaturexperten sahen das Wirken von Ronald Hirlé in der Tradition des alten Verlagshauses Flammarion in Paris, das als reines Familienunternehmen im 20. Jahrhundert weltbekannt war. „Die Größe Frankreichs und sein Ansehen in der Welt hat das Land vor allem auch seiner Literatur, der Kunst und Kultur zu verdanken“, sagt Hirlé.
Aus diesem Denken hat der Liebhaber der Kunstgeschichte schon früh 1996 die Biographie der nach 1945 international wirkenden Pariser Galeristin Denise René veröffentlicht. (Cinquante ans d'art construit, hommage à Denise René, ISBN 2-910048-38-1). Damit hat er der Spezialistin der Bewegung Art Construit ein würdiges Denkmal gesetzt. Denise René hat nämlich den seinerzeit mitunter vergessenen oder noch unbekannten Künstlern zu einer großen Popularität verholfen. Dazu gehörten Max Ernst, Alexander Calder, Hans Arp, Yaacov Agam, Sonia Delaunay, Le Corbusier, Francis Picabia, Victor Vasarely).
Von den besonderen Büchern der Editions Hirlé sollen hier genannt sein: der Bildband – Les Jeux Olympiques de Berlin 1936 – vom deutschen Fotografen Paul Wolff („Erfinder“ der Leica Camera) sowie zwei Bücher mit dem Künstler Tomi Ungerer (Noël dans tous ses états und Weihnachten Einmal Anders).
Ein großes Anliegen von Ronald Hirlé als Autor ist die deutsch-französische Geschichte des 20. Jahrhunderts. Chef-Übersetzerin für die meisten Verlags-Publikationen ist die Autorin Sandrine Woelffel.  Als besonders wertvolles zeitgeschichtliches Dokument wird das Buch „Berlin : Libérée, occupée, divisée, unifiée“ von 2009 von Sandrine Woelffel von Historikern betrachtet. Es kam mit fachlicher Unterstützung aus den Archiven der deutschen Regierung von Bundeskanzlerin Angela Merkel (Berlin) zustande.

## Rund 300 Publikationen in zwei Jahrzehnten
In den zwei Jahrzehnten Verlegergeschichte hat Ronald Hirle rund 300 Publikationen auf den Markt gebracht. Viele von ihnen sind bibliophile Kostbarkeiten mit Themen aus Kultur, Kunst, Krieg und Frieden. 2010 erschien der Bildband mit dem Titel „Arno Breker – Sculpteur. Dessinateur. Architecte“ (ISBN 978-2-914729-83-3) mit kunsthistorischem Text des Autors Joe F. Bodenstein und  einem Vorwort von B. John Zavrel, Directeur du Musée d’Art Européen (New York). Der Band in französischer und deutscher Sprache ist die erste informativ-qualitative französische Veröffentlichung über den Bildhauer nach dem Buch „Arno Breker“ von Charles Despiau, das 1942 aus Anlass der damals sensationellen Breker-Ausstellung in der Orangerie der Tuilerien in Paris bei Ernest Flammarion herauskam.

## Publikationen (Auswahl)
- 2010 Arno Breker, Sculpteur-Dessinateur – Architecte. ISBN 978-2-914729-83-3
- 2010 Siemens du capitalisme familial à la multinationale, von Clotilde Cadi
- 2010 L’évasion du cuirassé Jean-Bart
- 2010 Les pionniers de l’or noir von Jean-Claude Streicher
- 2009 Berlin : Libérée, occupée, divisée, unifiée, von Sandrine Woelffel
- 2009 L'Eurocorps et l'Europe de la défense
- 2009 Le goût d'un terroir Isigny
- 2009 Oradour, l’extermination von Bernard Fischbach
- 2009 1940, von René Epp
- 2009 Alsace, Les saveurs d’un terroir, von Roland Oberlé
- 2008 L’USS TEXAS battleship
- 2008 Le Charbon, Terre d’Energie, von Estelle Fruleux
- 2008 Pechelbronn, l'histoire du plus ancien site pétrolier français, von René Walther
- 2008 Peugeot, la marque au lion (7. Auflage),
- 2008 Les Ondes de la Terre : comprendre l’avenir, Patrice Canal
- 2008 Bernard Frédéric de Turckheim, von Jules Keller
- 2007 Les Géosciences au service des Hommes, Ecole Nationale Supérieure de Géologie de Nancy
- 2007 Le Barabli, histoire d'un cabaret 1946-1988, von Ronald Hirlé & Dinah Faust
- 2006 Energie Nucléaire, comprendre l'avenir, von Bertrand Barré
- 2004 Mercedes-Benz Le futur automobile
- 2004 Pétrole & gaz : comprendre l'avenir, von Pierre-René Bauquis
- 2004 Le Struthof, von Raymond Couraud
- 2003 La porte de l’enfer von Franz Gockel / Das Tor zur Hölle von Franz Gockel
- 2003 Omaha au nom des derniers témoins, von Gérard Cardonne & Raymond Couraud
- 2003 La dernière bataille, von Gérard Cardonne
- 2003 Campagnes d'Egypte et de Syrie vom Maréchal Berthier
- 1994 Sur la piste du lion
- 1994 La cuisine à la bière von Rina Muller
- 1992 Les glacières von Bénédicte Herbage
- 1992 Les trois horloges astronomiques de la cathédrale de Strasbourg, von Bach, Rieb & Wilhelm
- 1991 L’histoire du téléphone, von Roland Oberlé